# Geni Barry
Geni Barry (Eugeni Barrera, Barcelona, 1947) és un dels millors vibrafonistes d'Espanya i del jazz europeu. Va començar tocar el vibràfon de molt jove, als 14 anys ja va construir el seu primer vibràfon i als 18 ja va pujar als escenaris. Es va formar sota la influència de grans mestres com Bobby Hutcherson o Tete Montoliu, amb els que va compartir gira per Europa. Ha actuat en companyia de grans músics del país, format el seu propi quartet amb Albert Bover al piano, Pere Loewe al contrabaix i l'uruguaià Aldo Caviglia, a la bateria amb Daniel Cros, Jorge Pardo

## Discografia
Ha publicat els següents discs:
- Giant steep, Geni Barry & Àngel Pereira Quintet, Ángel Pereira, bateria, Joan Díaz, piano, Jordi Gaspar, baix, Nan Mercader, percussió, 2001
- I want to talk about you,[8] amb Albert Bover, piano, Horacio Fumero, contrabaix. 2007
- Yes or not, Geni Barry & Àngel Pereira Quintet, 2007
- Snake with surprise amb Daniel Cros, piano i veu, 2010